# Minori Kimura
Minori Kimura (樹村 みのり, Kimura Minori, Saitama, 11 november 1949) is een Japans mangaka. Ze maakt deel uit van de Jaar 24 Groep.
In 1964 maakte Kimura op 14-jarige leeftijd haar debuut met het verhaal Picnic. Het werd uitgegeven in het magazine Ribon van Shueisha. Vanaf dat ogenblik bleef ze verhalen tekenen tijdens haar schoolpauzes. Deze werden gepubliceerd in magazines als COM en Ribon. Tijdens de jaren 1960 en 1970 vonden haar verhalen plaats in zeer gevarieerde locaties, waaronder Auschwitz, Vietnam en de sloppenwijken van Rio de Janeiro. Ze behandelden onderwerpen voor jonge meisjes en besteedden veel tijd aan de gevoelens en motivaties van de personages.
Nadat ze afstudeerde aan de hogeschool, nam Kimura een korte publicatiepauze. In 1974 keerde ze terug met Gift (贈り物, Okurimono), welke gepubliceerd werd door Shogakukan in Bessatsu Shojo Comic. Het verhaal speelt zich af op een lagere school. Daarna publiceerde ze This Side of the Rape Blossom Field (菜の花畑のこちら側, Nanohana Hatake no Kochiragawa), een verhaal over vier hogeschoolstudentes die samenwonen. Dankzij dit verhaal vergaarde Kimura roem. Van dan af aan publiceerde regelmatig in de shojo-, seinen- en josei-magazines van Akita Shoten en Kodansha.
Kimura maakte verscheidene manga over volksgezondheid. In 2008 publiceerde ze een reeks in het Mugenkan magazine van Asahi Shimbun.

## Oeuvre
Haar oeuvre bestaat uit:
- Picnic (1964, Ribon, Shueisha)
- Rain (雨, Ame) (December 1966, Ribon, Shueisha)
- Little Brother (おとうと, Otōto) (September 1969, COM, Mushi Pro)
- The First Day of Liberation (解放の最初の日, Kaihō no Saishō no Hi) (Mei-juni 1970, COM, Mushi Pro)
- To the Sea (海へ, Umi e) (September 1970, Ribon Comic, Shueisha)
- Carnival (カルナバル, Karunabaru) (Oktober 1970, Ribon Comic, Shueisha)
- Winter Fireworks (冬の花火, Fuyu no Hanabi) (Februari 1971, Ribon Comic, Shueisha)
- The Flying Box Which Couldn't Fly (跳べないとび箱, Tobenai Tobihako) (Mei 1971, Ribon, Shueisha, collected in Seasons in My Pocket (ポケットの中の季節, Poketto no Naka no Kisetsu))
- Big Sister's Wedding (おねえさんの結婚, Oneesan no Kekkon) (September 1971, COM, Mushi Pro)
- Happy Talk (こうふくな話, Kōfuku na Hanashi) (December 1971, COM, Mushi Pro)
- Letter from Uruguay (ウルグアイからの手紙, Uruguai kara no Tegami) (Mei 1973, Monthly Funny, Mushi Pro, collected in Seasons in My Pocket 2 (ポケットの中の季節2, Poketto no Naka no Kisetsu Tsū))
- Gift (Oktober 1974, Bessatsu Shōjo Comic, Shogakukan
- Unseen Autumn (見えない秋, Mienai Aki) (November 1974, Bessatsu Shōjo Comic, Shogakukan)
- Rape Blossoms (菜の花, Nanohana) (Januari 1975, Bessatsu Shōjo Comic, Shogakukan)
- Wingless Bird (翼のない鳥, Tsubasa no Nai Tori) (April–Mei 1975, Bessatsu Shōjo Comic, Shogakukan)
- Sick Day (病気の日, Byōki no Hi) (Augustus 1975, Ribon Comic, Shueisha)
- Our Beginning (わたしたちの始まり, Watashi-tachi no Hajimari) (September 1975, Bessatsu Shōjo Comic, Shogakukan)
- This Side of the Rape Blossom Field (November 1975-Januari 1976, Bessatsu Shōjo Comic, Shogakukan)
- Early Spring (早春, Sōshun) (Lente 1976, Ribon Deluxe, Shueisha)
- The People Living in the Stars (星に住む人びと, Hoshi ni Sumu Hitobito) (November 1976, Bessatsu Shōjo Comic, Shogakukan)
- That and This Side of the Rape Blossom Field (菜の花畑のむこうとこちら, Nanohana Hatake no Mukō to Kochira) (Maart 1977, Bessatsu Shōjo Comic, Shogakukan)
- My Alien (わたしの宇宙人, Watashi no Uchūjin) (1 Mei 1977, Big Comic Original, Shogakukan)
- If the Rape Blossom Field Is also Clinging to the Night (菜の花畑は夜もすがら, Nanohana Hatake wa Yoru mo Sugara) (Oktober 1977, Bessatsu Shōjo Comic, Shogakukan)
- Suitable Maidens (カッコーの娘たち, Kakkō no Musume-tachi) (April, Juni 1978, Mimi, Kodansha)
- Dog Dog Dog Tales (犬・けん・ケン物語, Ken Ken Ken Monogatari) (Mei-juni, September 1978, Princess, Akita Shoten)
- Many Thanks for Supporting "Nanohara Hatake" (菜の花畑は満員御礼, Nanohara Hatake wa Man'in Onrei) (December 1978, Bessatsu Shōjo Comic, Shogakukan)
- Flight (April 1979, Seventeen, Shueisha)
- Marta and Leeza (マルタとリーザ, Maruta to Rīza) (December 1979 - Februari 1980, Manga Shōnen, Asahi Sonorama)
- Kain of the Beach (海辺のカイン, Umibe no Kain) (Juni, Augustus, November 1980 en Januari, Maart 1981, Mimi, Kodansha)
- Bad Girl (悪い子, Warui Ko) (Augustus 1980, Petit Comic, Shogakukan)
- John B's Summer (ジョーン・Ｂの夏) (Zomer 1980, Petit Flower, Shogakukan)
- Pyūgurumun (ピューグルムン) (Januari - Maart 1981, Petit Comic, Shogakukan)
- Azami's Flower (あざみの花, Azami no Hana) (Augustus, December 1981, Februari 1982, Comic Tom, Ushio Publishing)
- Warped Mirror (歪んだ鏡, Yuganda Kagami) (Lente 1982, Bonita, Akita Shoten)
- Mother's Daughters (母親の娘たち) (Januari - Juni 1984, Bonita Eve, Akita Shoten)
- Takako Doi Graffiti (土井たかこグラフティ, Doi Takako Gurafuti) (December 1989, Scola Magazine)
- An Outside View series (シリーズ・横からの構図, Shirīzu: Yokokara no Kōzu) (Oktober 1990 - Augustus 1992, Human Sexuality)
- Their Crimes (彼らの犯罪, Karera no Hanzai) (December 1992, Rosa)
- Parents Kill (親が・殺す, Oya ga Korosu) (Maart 1993, Rosa)
- The Entrance to Dreams (夢の入り口, Yume no Iriguchi) (September 1993, Bell Rosa)
- Toward a World Without Sexual Harassment (セクシュアル・ハラスメントのない世界へ, Sekushuaru Harasumento no Nai Sekai e) (Mei 2000, Tokyo Women's Foundation)
- After Seeing You Off (見送りの後で, Miokuri no Ato de) (2006, Mugenkan, Asahi Shimbun Shuppan)
- The People Living in the Stars (2007, Mugenkan, Asahi Shimbun Shuppan, remake of her 1976 series)

- CiNii: DA07117833
- Gemeinsame Normdatei: 173653499
- International Standard Name Identifier: 0000 0000 5285 4025
- Library of Congress Control Number: nr2002034842
- MusicBrainz: 31bf9c8d-b764-4899-abe3-f2bb6e9713dc
- Bibliotheek van het Japanse parlement: 00102241
- Système universitaire de documentation: 185074073
- Virtual International Authority File: 29471871
- WorldCat: E39PBJf4bq43YTwJ9Hd6t6CbBP